# Bellingshausen
Bellingshausen (ros. Беллинсгаузен) – rosyjska (dawniej radziecka) stacja antarktyczna znajdująca się w Zatoce Collins na Wyspie Króla Jerzego w archipelagu Szetlandów Południowych. Była to jedna z pierwszych założonych stacji podczas radzieckiej wyprawy w 1968 roku. Na terenie stacji znajduje się cerkiew Trójcy Świętej.
Stacja jest połączona nieutwardzoną drogą z chilijską stacją Presidente Eduardo Frei Montalva, chińską Wielki Mur i urugwajską Artigas.
Warunki do życia na Półwyspie Antarktycznym oraz pobliskich wyspach są uważane za najłagodniejsze na obszarze Antarktydy. Średnia temperatura w najzimniejszym miesiącu (sierpień) wynosi −6,8 °C, a w najcieplejszym (luty) +1,1 °C. Mieszkańcy bazy polarnej nadali jej przydomek Kurort (ros. – курорт; w tłumaczeniu na język polski „uzdrowisko”).
Nazwa stacji upamiętnia rosyjskiego odkrywcę Antarktydy Fabiana von Bellingshausena.